# Granada Club de Fútbol
Il Granada Club de Fútbol, spesso abbreviato Granada CF ma meglio noto semplicemente come Granada, è una società calcistica spagnola con sede nella città di Granada, nella comunità autonoma dell'Andalusia. Milita nella Segunda División, la seconda divisione del campionato spagnolo di calcio.
Fondato nel 1931, disputa le partite casalinghe allo stadio nuovo de Los Cármenes, della capacità di 22 524 spettatori.

## Storia

### Fondazione ed esordi (1931-1938)
Il Recreativo de Granada fu fondato il 6 aprile del 1931 da Julio López Fernández, che assunse la carica di presidente. La prima divisa scelta dal club fu interamente di colore bianco. La prima partita fu disputata contro il Deportivo Jaén, che fu sconfitto per 2-1. Il primo goal dell'incontro, e della storia del club andaluso, fu segnato da Antonio Bombillar.
Iniziata la propria attività nelle serie regionali andaluse, nella stagione 1932-33 il club vinse il campionato di Tercera Regional per la Región Sur, venendo per la prima volta promosso in Tercera División e, già l'anno successivo, accedendo alla serie cadetta del calcio spagnolo.

### InPrimera División(1939-1944)
Dopo la lunga parentesi della Guerra Civile, che vide tre anni di interruzione delle competizioni calcistiche, il Recreativo fu inserito in Segunda División e, dopo due stagioni, raggiunse la massima categoria del calcio spagnolo grazie a un'impressionante risalita dalle serie inferiori, che portò il club dalla Tercera Regional alla Primera División nell'arco di soli sette campionati.
Il Granada - che assunse in questo periodo la denominazione odierna e, dal 1939, i colori sociali attuali - confermò il proprio periodo positivo nella stagione 1940-41, culminata con la prima storica promozione in Primera: il campionato era formato da due gironi e le prime due classificate avrebbero disputato un piccolo campionato con partita di andata e di ritorno. Il Granada giunse secondo nel suo gruppo e incontrò il Deportivo La Coruña, il Castellón e la Real Sociedad, che dopo il conflitto bellico si chiamava Donostia. Con due vittorie ottenute fuori casa contro la Real (con gol granadino del basco Cholín) e il Castellón il Granada vinse il campionato con una giornata d'anticipo: l'incontro finale vide la vittoria del Deportivo, ma ciò non arrestò i festeggiamenti che animarono per una settimana la città.
Il Granada raggiunse così la massima serie: era una squadra giovane, piena di qualità, con elementi che entreranno nella storia del club: Floro, Millán, González, Maside, Bonet, Sosa, Guijarro, Trompi, Cholin, Bachiller e Liz.
Il presidente Ricardo Martín Campos visse momenti felici, ma l'allenatore Victoriano Santos abbandonò a sorpresa la compagine andalusa un mese prima di terminare la stagione, per morire poco tempo dopo vittima di tubercolosi.

### Dodici campionati in Segunda (1944-1956)
Dopo quattro stagioni disputate in Primera, con il raggiungimento dell'ottavo posto in classifica nel 1943-44, la stagione 1944-45 vide retrocedere il Granada. Il club dovette attendere dodici anni, con la stagione 1956-57, per rientrare nel giro delle grandi: all'epoca il presidente era Pepe Bailón.
La battaglia per la promozione fu coronata dal successo, ma il presidente e il segretario Bueso furono sanzionati per aver tentato di corrompere il club avversario.
La squadra vinse la Segunda División, gli allenatori furono Álvaro Pérez a cui subentrò Pasarín, e questa la formazione base: Candi, Vicente, Suárez, Pérez Andreu, Galvis, Baena, Guerrero Vida, Igoa, Rius y Navarro.
Il Granada rimase nella massima serie quattro stagioni, per poi retrocedere in seconda divisione, che disputò per cinque anni consecutivi.

### Vicecampioni in Coppa di Spagna (1958-1959)
Nel 1959 il club raggiunge il suo massimo risultato, piazzandosi al secondo posto nella Copa del Generalísimo (l'attuale Coppa del Re). Disputò la finale della competizione nello Stadio Santiago Bernabéu contro il Barcellona FC, e fu sconfitto dai catalani per 4-1.
Il percorso per la finale non fu agevole e il Granada, allenato da Jenő Kálmár, affrontò l'Elche nei sedicesimi, il Cadice negli ottavi e il Plus Ultra - oggi Real Madrid Castilla - nei quarti.
La semifinale fu giocata contro il Valencia che aveva eliminato l'Atlético de Madrid. I due incontri furono molto combattuti: il primo vide la vittoria del Valencia al Mestalla per 1 a 0, nel secondo prevalse la compagine granadina per 3 a 1 (gol de Arsenio, Carranza e Vázquez per gli andalusi, e di Ricardo per i valenziani): fu quindi necessario l'incontro di spareggio al Bernabéu. Inoltre, con 31 gol all'attivo, fu la squadra più prolifica di quell'edizione della coppa.

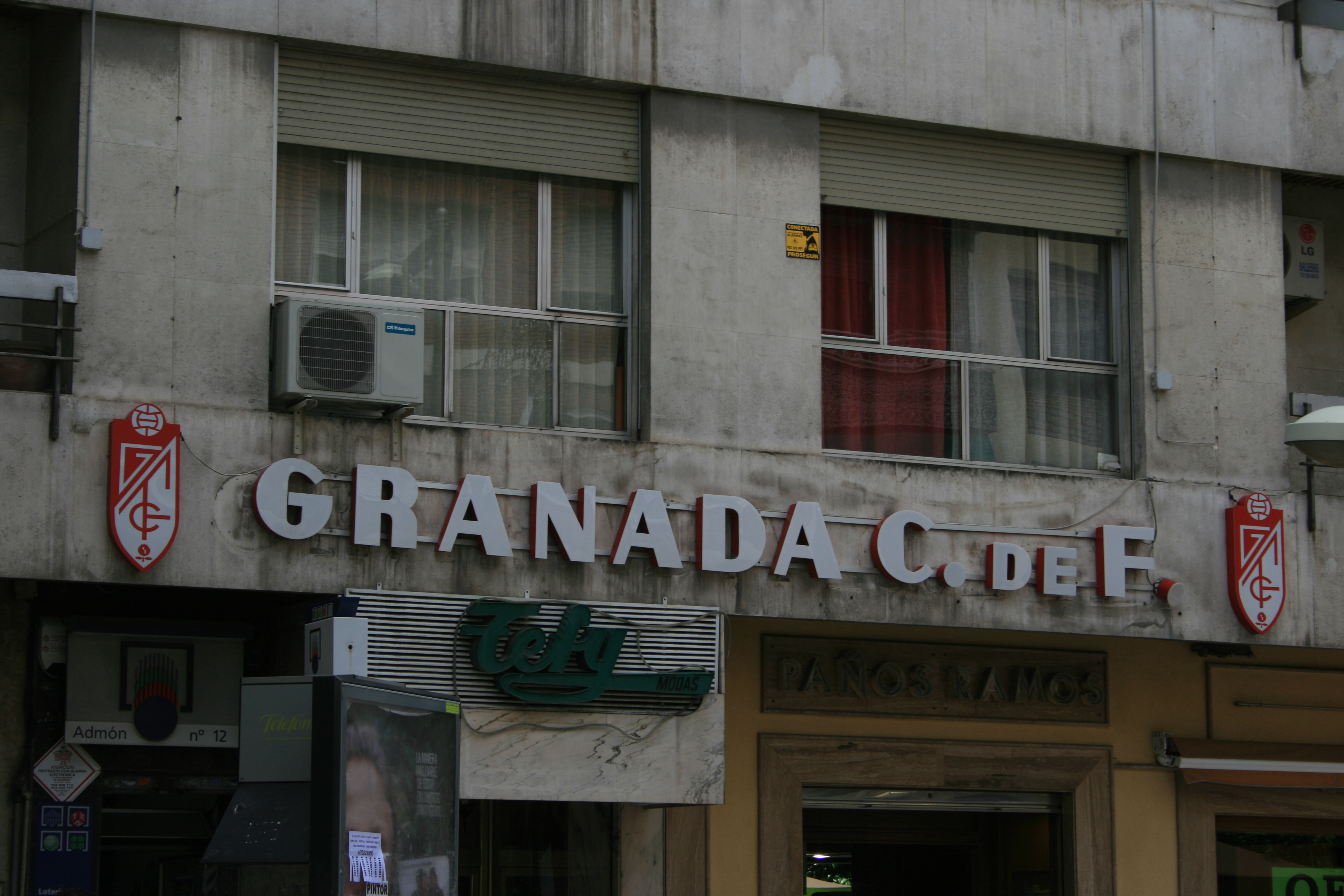
Granada CF

### L'Equipo ascensor(1957-1966)
Nel 1965-66 la compagine ottenne la sua terza promozione nella massima serie, di nuovo con Pepe Bailón alla presidenza, e l'immarcescibile Jenő Kálmár in panchina. Per ottenerla fu necessario uno scontro fratricida contro il CD Málaga, visto che i granadini erano arrivati al secondo posto: ci fu una vittoria a Los Cármenes e un pareggio alla Rosaleda con rete decisiva del granadino Eloy Matute. La formazione base era: Otero, Barrenechea, González, Tosco, Sande, Lorenzo, Santos, Rafa Almagro, Ureña, Gerardo y Vicente; sei titolari provenivano dalla cantera, cinque di questi erano nati a Granada (González, Almagro, Eloy, Ureña y Gerardo).
Dopo solo una stagione nella massima serie il Granada viene tuttavia di nuovo retrocesso dopo gli spareggi contro il Betis di Siviglia: la sconfitta a Los Cármenes nell'incontro di andata provocò l'allontanamento dell'allenatore Ignacio Eizaguirre, sostituito da Manolo Ibáñez: questi non riuscì comunque a rovesciare le sorti, venendo sconfitto anche nella gara di ritorno. La retrocessione comportò le dimissioni di Bailón e l'accesso alla presidenza di Cándido Gómez.
Per la stagione 1967-68 Candi mantenne quasi lo stesso organico effettuando solo sei acquisti, assunse come allenatore Joseíto e, con lo zamorano ex madridista in panchina, il Granada disputò una stagione eccezionale che la vide raggiungere il primo posto della Segunda.

### Il periodo d'oro (1968-1980)
La stagione 1968-69 vide l'inizio della fase migliore della storia del Granada in Primera División. Negli otto campionati infatti seguenti la compagine andalusa riuscì a mantenersi stabilmente nella massima serie, e per due volte (1972 e 1974) si classificò al sesto posto, al momento il miglior piazzamento della storia del club. È in questo periodo che il Granada viene soprannominato "ammazzagiganti", grazie alle vittorie conseguite, tra gli altri, contro il Real Madrid, il Barcellona e l'Atletico di Bilbao.
Nel 1975-76 Miguel Muñoz venne assunto come allenatore dopo aver allenato il Real Madrid per 15 anni e la nazionale spagnola per altri cinque, ma la sua permanenza fu breve: il Granada fu infatti subito retrocesso.

### Crisi (1980-2008)
Dopo questa stagione la compagine andalusa entrò in una fase di relativa decadenza, e per 35 anni non riuscì a risalire nella massima serie, finendo addirittura in Segunda B, allora il terzo livello della piramide calcistica spagnola, nel 1981. Per tutti gli anni '80 la squadra ha avuto solamente alcune brevi presenze nella Segunda División, ma per la maggior parte ha frequentato la Segunda División B, fino alla stagione 2001-02 quando è retrocessa addirittura nella Tercera División, la quarta serie iberica.
Dopo cinque stagioni nella Tercera División, Francisco Sanz e suo padre Lorenzo Sanz (ex presidente del Real Madrid) rilevarono il Granada. Grazie al loro intervento il club riuscì a risalire in Segunda División B.
Nella stagione 2007-08 la squadra arriva quinta nel quarto gruppo della Segunda División B, mentre nella successiva ottiene un decimo posto.

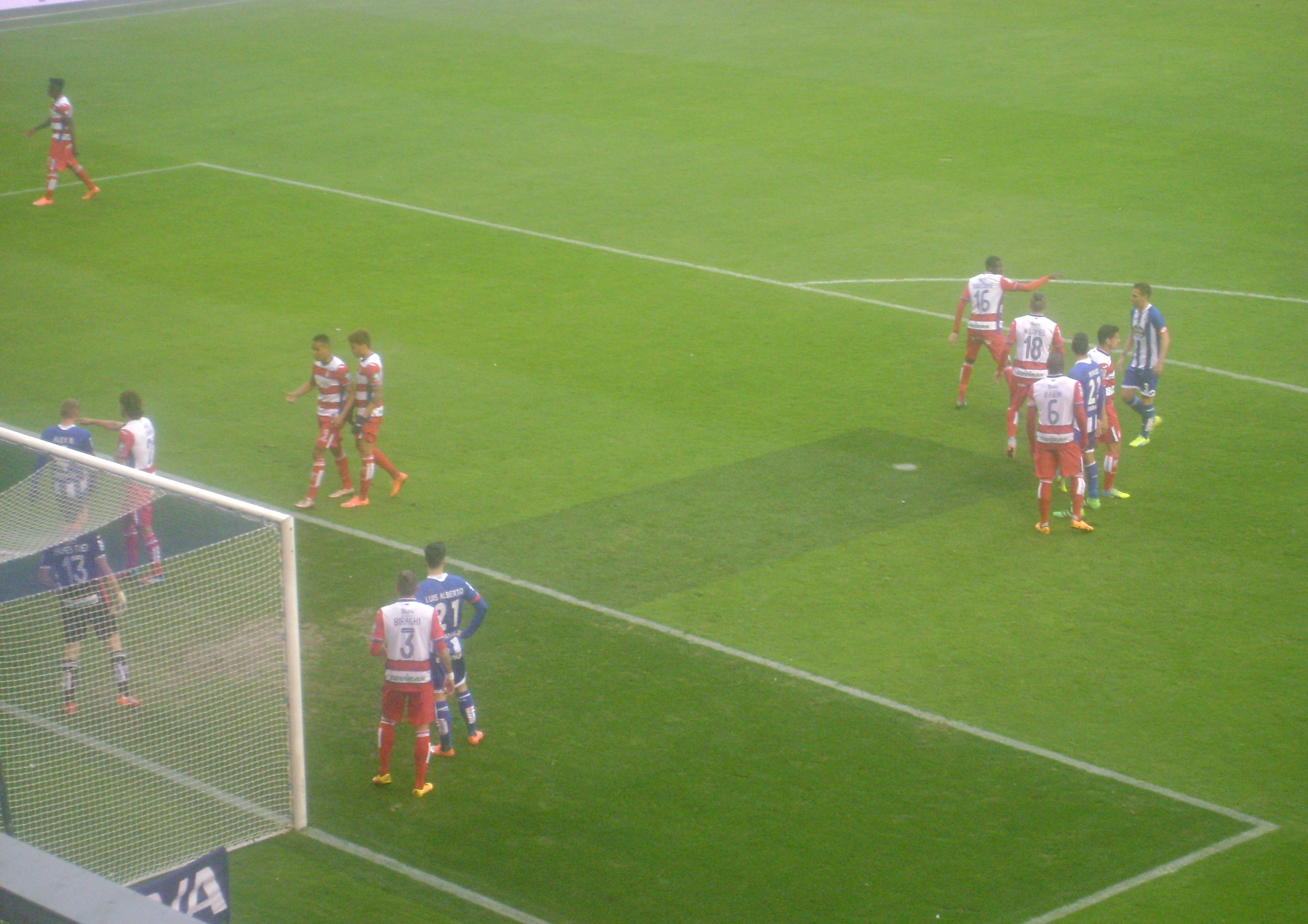
Deportivo de La Coruña vs. Granada CF.

### L'era Pozzo (2009-2016)
Nell'estate del 2009 la famiglia Pozzo, già proprietaria di maggioranza dell'Udinese, entra a far parte della società andalusa come massimo azionista,; intervenuto col socio Quique Pina (rimasto presidente del club fino al 2016) per salvare la società sull'orlo del fallimento, il nuovo proprietario ha subito contribuito al rilancio della squadra che ha centrato la promozione in Segunda División vincendo il campionato di Segunda División B nel 2010. Dodici mesi più tardi riesce nell'impresa del doppio salto consecutivo di categoria. Il 18 giugno 2011, avendo la meglio nella finalissima dei play-off sull'Elche (0-0 in casa e 1-1 ad Alicante), la formazione granadina si assicura la promozione in Primera a trentacinque anni di distanza dall'ultima apparizione.
Per tutta la gestione della famiglia Pozzo il Granada è sempre riuscito a non retrocedere in Segunda División, raggiungendo come massimo piazzamento in classifica il 15º posto nel 2012-13 e 2014.
Il 23 maggio 2016 la famiglia Pozzo, dopo sei anni trascorsi alla presidenza del club, decide di vendere la società ad un gruppo cinese, il colosso del marketing sportivo Desports.

### Dal 2016 a oggi
Alla prima stagione senza la proprietà italiana, il Granada retrocede in Segunda División con tre giornate d'anticipo, dopo la sconfitta del 29 aprile 2017 in casa della Real Sociedad (2-1).
Dopo il decimo posto in seconda divisione del 2017-2018, il secondo posto dell'annata seguente garantisce al club la risalita in massima serie. La stagione 2019-2020 viene conclusa al settimo posto in campionato, con conseguente qualificazione all'Europa League, ottenuta all'ultima giornata, e con il raggiungimento delle semifinali di Coppa del Re. Nell'annata 2020-2021 la squadra giunge ai quarti di finale di Europa League e si piazza nona in campionato, mentre nell'annata seguente chiude al diciottesimo e terzultimo posto, retrocedendo in seconda serie per un solo punto di margine. La stagione 2022-2023 è un successo per la squadra andalusa, che trionfa raggiungendo la prima posizione e conquistando nuovamente la Primera Division, dopo un solo anno, ma la retrocessione avviene già l'anno dopo.

## Colori e simboli

### Colori
Quando è stato fondato, la divisa principale del Granada C.F. era una maglia con le bande verticali azzurre e bianche ed i pantaloncini neri.
A partire dal 1939 è stata adottata l'attuale combinazione bianco-rossa, ispirata a quella dell'Atlético Madrid. A partire dal 1973, il club ha tuttavia cambiato le bande verticali per le bande orizzontali, motivando la decisione con una migliore riconoscibilità televisiva, ai tempi delle trasmissioni in bianco e nero. Da allora la divisa è stata modificata diverse altre volte, alternando l'uso delle bande orizzontali e delle bande verticali, seguendo l'opinione del presidente del momento, fino alla stagione 2004-05 quando l'assemblea societaria ha deciso di adottare definitivamente le bande orizzontali.

### Stemma
Il simbolo della società è costituito da uno scudo allungato bianco-rosso, diviso diagonalmente da destra a sinistra, contenente le lettere maiuscole GCF, rappresentanti il nome ufficiale della squadra. È sormontato da un pallone da calcio, e riporta inoltre sulla punta inferiore, un frutto di melograno stilizzato; il simbolo è da sempre distintivo della città di Granada, e come tale riportato sullo stemma cittadino e su quello della monarchia spagnola, presente sulla bandiera nazionale.

## Stadio
Dopo la sua fondazione la squadra giocava le sue partite casalinghe al Campo de Las Tablas, inaugurato il 20 dicembre 1931. Il campo però verrà usato solo fino al 23 dicembre 1934 quando venne inaugurato il nuovo stadio: l'Estadio Los Cármenes. Il club giocò le partite locali in questo stadio fino al 1995 quando fu inaugurato lo stadio Nuevo Los Cármenes.
Dalla stagione 1995-96 il Granada C.F. gioca i suoi incontri locali nell'Estadio Nuevo Los Cármenes, inaugurato il 16 maggio 1995, con una capacità di 22.524 posti.
- Dimensioni: 105x68 metri.
- Sede: C/ Pintor Manuel Maldonado s/n.
- Data di inaugurazione: 16 maggio 1995, con il match Real Madrid - Bayer Leverkusen (1-0).
- Prima partita del Granada C.F.: 22 agosto 1995. Granada C.F. - Betis Siviglia (4-1) [XXIII Granada Trophy].

## Società

### Informazioni sul club
- Sede:  C/ Recogidas, 35. 1º D. 18005 Granada.
- Sito web Ufficiale:  www.granadacf.es

### Settore giovanile
Dal 1947, il Granada possiede una sua sezione giovanile, il Club Recreativo Granada (fino al 2018 noto come Granada B), attualmente militante in Segunda División B, il terzo livello calcistico nazionale.

## Palmarès

### Competizioni nazionali
- 2ª División (3): 1956-1957 (gruppo II), 1967-1968 (gruppo II), 2022-2023
- 2ª División B (3): 1982-83, 1999-00, 2009-10
- 3ª División (3): 1933-34, 2003-04, 2005-06
- Coppa dell'Andalusia (1): 1933
- Trofeo Antonio Puerta (1): 2010
- Primera División Piazzamento migliore - 6º: 1972, 1974

### Altri piazzamenti
- Coppa di Spagna:

Finalista: 1958-1959
Semifinalista: 1944-1945, 1969, 2019-2020
- Segunda División:

Secondo posto: 1939-1940 (gruppo V), 1940-1941 (gruppo II), 1965-1966 (gruppo II), 2018-2019
Terzo posto: 1948-1949, 1954-1955 (gruppo II), 1961-1962 (gruppo II)
Vittoria play-off: 2010-2011
- Segunda División B:

Secondo posto: 1995-1996 (gruppo IV)
Terzo posto: 1986-1987, 1992-1993 (gruppo IV)

## Statistiche e record

### Partecipazione ai tornei nazionali
Dalla stagione 1931-1932 alla 2022-2023 il club ha ottenuto le seguenti partecipazioni ai campionati nazionali:
| Livello | Categoria                                    | Partecipazioni | Debutto   | Ultima stagione | Totale |
| ------- | -------------------------------------------- | -------------- | --------- | --------------- | ------ |
| 1º      | Primera División                             | 27             | 1941-1942 | 2023-2024       | 27     |
| 2º      | Segunda División                             | 34             | 1934-1935 | 2022-2023       | 34     |
| 3º      | Segunda División B / Tercera División        | 23             | 1933-1934 | 2009-2010       | 23     |
| 4º      | Tercera División / Primera División Regional | 6              | 1932-1932 | 2005-2006       | 6      |

## Tifoseria

### Gemellaggi e rivalità
La rivalità tradizionalmente più sentita fra la tifoseria rojiblanca è quella nei confronti del Malaga, denominato "Derby dell'Andalusia orientale" fin dagli anni '30. Più recente è l'inimicizia sorta nei confronti dell'Elche, originata da contrasti di natura sportiva nel corso delle ultime stagioni e dallo spareggio-promozione vinto dai bianco-rossi nel 2011.

## Organico

### Rosa 2025-2026
Rosa e numerazione sono aggiornate al 27 luglio 2025.
| N. |                      | Ruolo | Calciatore            |
| -- | -------------------- | ----- | --------------------- |
| 1  | Francia (bandiera)   | P     | Luca Zidane           |
| 2  | Spagna (bandiera)    | D     | Rubén Sánchez         |
| 3  | Spagna (bandiera)    | D     | Miguel Ángel Brau     |
| 4  | Spagna (bandiera)    | D     | Miguel Rubio          |
| 5  | Spagna (bandiera)    | D     | Pablo Insua           |
| 6  | Camerun (bandiera)   | C     | Martin Hongla         |
| 7  | Argentina (bandiera) | A     | Lucas Boyé            |
| 8  | Spagna (bandiera)    | C     | Gonzalo Villar        |
| 9  | Israele (bandiera)   | A     | Shon Weissman         |
| 10 | Spagna (bandiera)    | A     | Stoichkov             |
| 11 | Georgia (bandiera)   | C     | Giorgi Ts'it'aishvili |
| 12 | Spagna (bandiera)    | D     | Ricard Sánchez        |
| 13 | Spagna (bandiera)    | P     | Marc Martínez         |

| N. |                       | Ruolo | Calciatore     |
| -- | --------------------- | ----- | -------------- |
| 15 | Spagna (bandiera)     | D     | Carlos Neva    |
| 16 | Spagna (bandiera)     | D     | Manu Lama      |
| 17 | Spagna (bandiera)     | A     | Borja Bastón   |
| 18 | Polonia (bandiera)    | C     | Kamil Jóźwiak  |
| 19 | Brasile (bandiera)    | C     | Reinier        |
| 20 | Spagna (bandiera)     | C     | Sergio Ruiz    |
| 21 | Algeria (bandiera)    | A     | Abde Rebbach   |
| 23 | Spagna (bandiera)     | C     | Manu Trigueros |
| 24 | Spagna (bandiera)     | D     | Loïc Williams  |
| 25 | Spagna (bandiera)     | P     | Diego Mariño   |
| 26 | Spagna (bandiera)     | A     | Sergio Rodelas |
| 30 | Spagna (bandiera)     | A     | Siren Diao     |
|    | Portogallo (bandiera) | P     | André Ferreira |